# Villa Lubin
Villa Lubin, conosciuta in passato anche come Villa Italia o Palazzina Internazionale dell'Agricoltura, è un edificio storico di Roma situato all'interno del parco di Villa Borghese, in viale David Lubin. Ospita la sede del Consiglio nazionale dell'economia e del lavoro (CNEL).

## Storia
Fu disegnata dall'architetto Pompeo Passerini, in collaborazione con l'architetto Raffaele De Vico, ed edificata tra il 1906-1908 per ospitare inizialmente l'Istituto internazionale di agricoltura (IIA), precursore dell'Organizzazione delle Nazioni Unite per l'alimentazione e l'agricoltura (FAO), voluta da David Lubin. La costruzione della villa causò numerose polemiche, poiché dovettero essere abbattuti alcuni pini secolari.
Nel 1933 l'architetto Paolo Rossi De Paoli realizzò nel vicino piazzale il villino Ruffo (ristrutturato nel 1981), che oggi ospita gli oltre 75.000 libri della biblioteca del CNEL, una sala per convegni e la sede dell'Autorità garante per l'infanzia e l'adolescenza. Dal 1952 al 1960 il piccolo padiglione fu sede dell'Istituto per l'Oriente e del connesso Centro delle Relazioni Italo-Arabe.
Dopo il trasferimento dell'IIA presso la FAO, l'edificio ridivenne di proprietà del Governo Italiano, il quale lo designò quale sede del Consiglio nazionale dell'economia e del lavoro (CNEL), che fu insediato il 20 febbraio 1958.
Nel 1959 la villa fu restaurata ed ampliata dall'architetto Clemente Busiri Vici e nel 1960 fu anche sede del Comitato dei ministri per il mezzogiorno.
Nella via sottostante di accesso si trova un grottone con una statua acefala sdraiata raffigurante un fiume.

## Descrizione

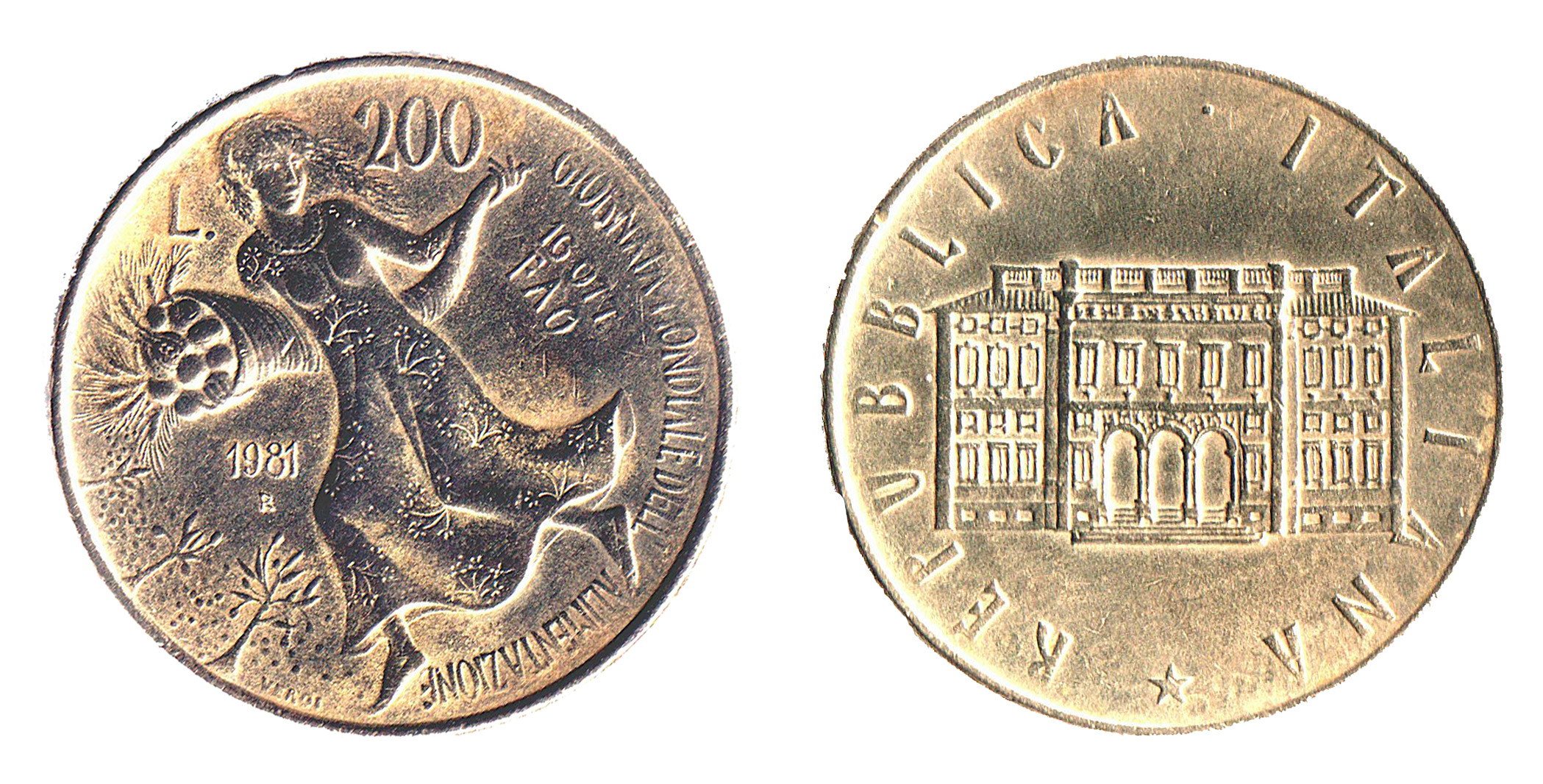
Villa Lubin (a destra) su una moneta italiana commemorativa da 200 lire coniata in occasione della prima Giornata mondiale dell'alimentazione nel 1981

L'edificio possiede una facciata centrale annessa al corpo centrale con due ali aggettanti laterali. La scalinata d'ingresso permette l'accesso ad un ampio atrio circondato da portici. Il palazzo è riccamente decorato sia all'interno sia all'esterno in stile neobarocco e liberty, con opere artistiche di Adolfo Cozza, Adolfo Apolloni, Giuseppe Mazzoni e Lemmo Rossi-Scotti.
Le sale interne ospitano quadri allegorici tra cui "L'agricoltura dalle epoche barbariche fino ai tempi della Roma Imperiale" e "I grandi navigatori, gli astronomi e i naturalisti dal secolo XIII al XVIII" di Adolfo Cozza nella sala del Parlamentino e "Il trionfo di Cerere seguita dal corteggio delle nazioni" di Lemmo Rossi-Scotti nella sala di rappresentanza denominata "Sala Gialla". In passato era presente anche una "Allegoria della semplice vita nei campi" (1932-1934) di Giuseppe Rivaroli (non più presente).
Nel giardino d'ingresso è posta la "Fontana della Spigolatrice" in bronzo di Luigi De Luca.

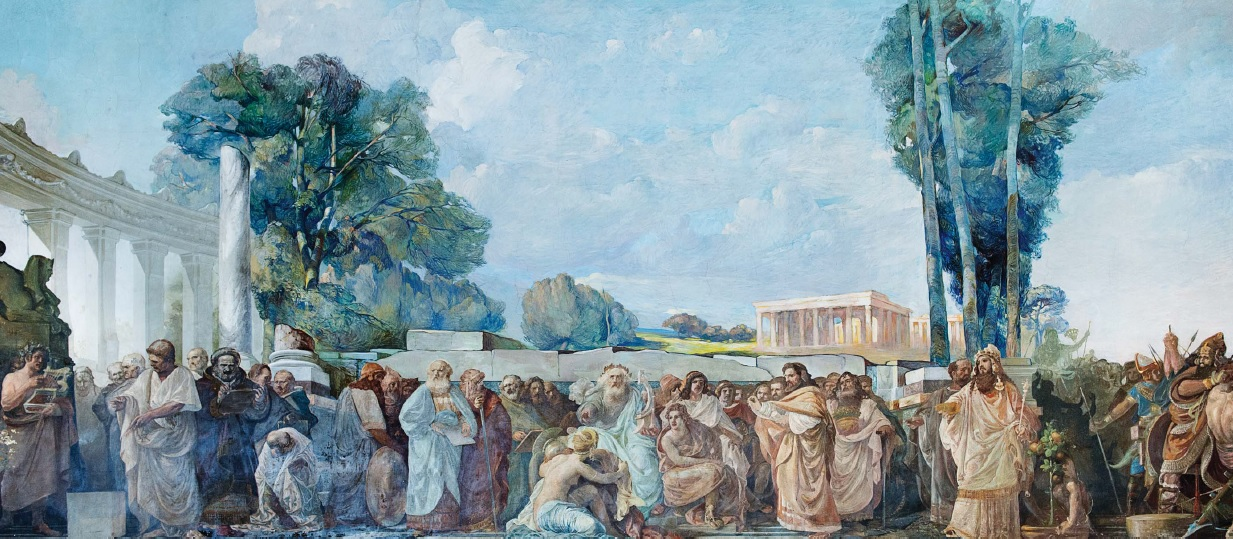
Adolfo Cozza, L'agricoltura dalle epoche barbariche fino ai tempi della Roma Imperiale
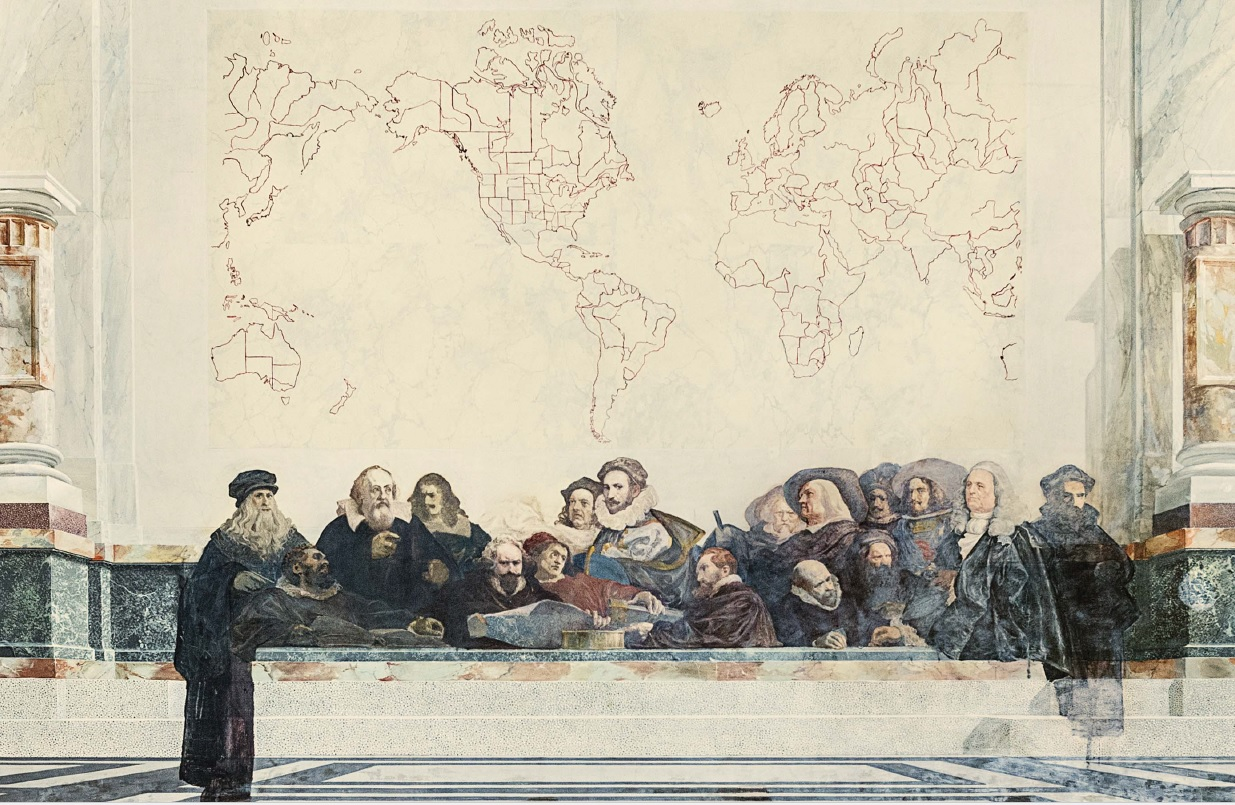
Adolfo Cozza, I grandi navigatori, gli astronomi e i naturalisti dal secolo XIII al XVIII alla scoperta del mondo
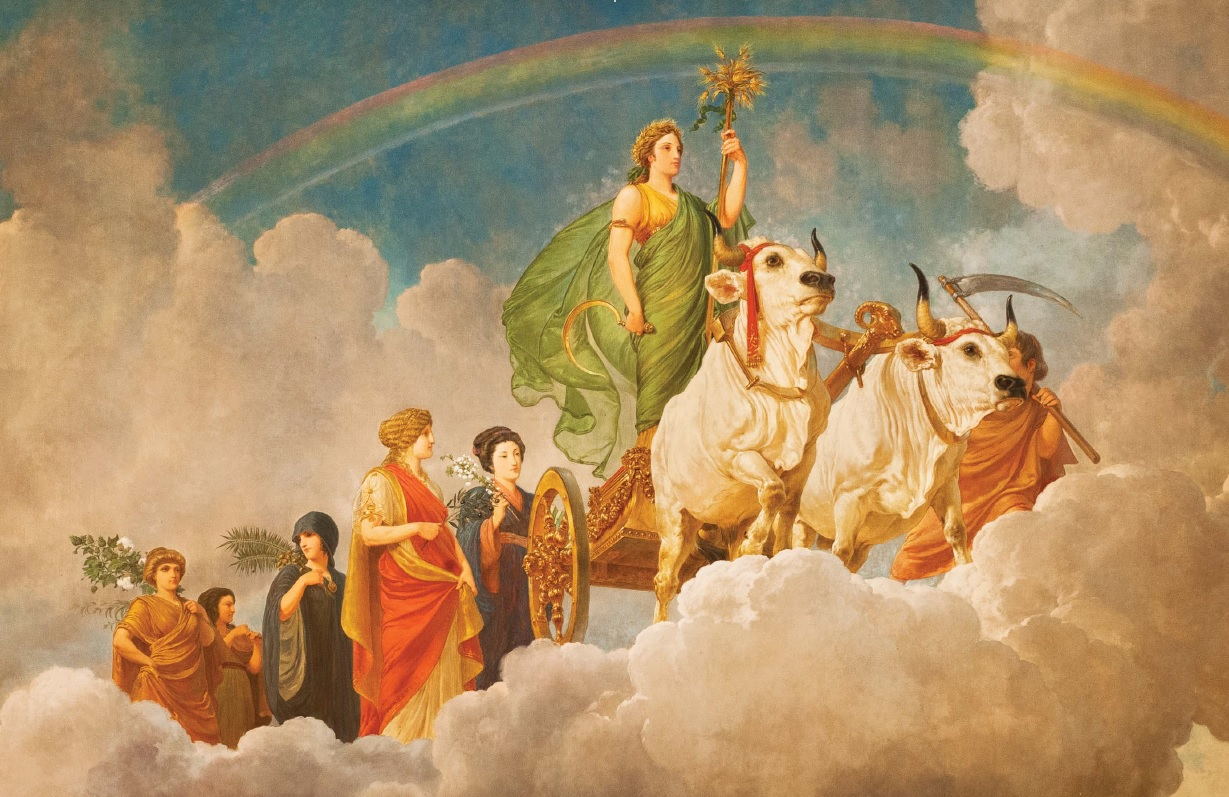
Lemmo Rossi-Scotti, Il trionfo di Cerere, detta anche Europa, seguita dal corteggio delle Nazioni